# 젠탸오
젠탸오(兼祧, 겸조)는 중국 청나라 시대 시절부터 있었던 중화권 국가의 풍습으로 봉건 시대 중화권 국가 특정 가문의 한 남자가 친부(親父)와 양부(養父) 두 집안의 대를 모두 잇는 중화권 국가 봉건 시대의 입양 관련 고유 풍습이었는데 현재 자유중화민국(타이완)에서는 아직도 이 잔재가 상당히 남아 있다.